# Бриг-Глис
Бриг-Глис (на френски: Brigue-Glis; на немски: Brig-Glis) е град в Южна Швейцария, кантон Вале. Главен административен център на едноименния окръг Бриг. Разположен е близо до главния град на кантона, Сион. Основан е през 1906 г., когато тук е построен замък. На 1 януари 1973 г. е обединен със съседното село Глис като дотогава е носел името Бриг. Градът е гранична жп гара от швейцарска страна на жп линията Милано-Берн-Базел и е разположен между тунелите Льочберг и Симплон. През 2008 г. получава титлата Алпийски град на годината. Население 12 162 жители от преброяването към 31 декември 2008 г.

## Личности
Родени
- Анри Колпи (1921-2006), френски кинорежисьор